# 11686 Samuelweissman
11686 Samuelweissman è un asteroide della fascia principale. Scoperto nel 1998, presenta un'orbita caratterizzata da un semiasse maggiore pari a 2,1941224 au e da un'eccentricità di 0,1225568, inclinata di 5,69886° rispetto all'eclittica.